# Buzescu
Buzescu é uma comuna romena localizada no distrito de Teleorman, na região de Muntênia. A comuna possui uma área de 32.47 km² e sua população era de 4488 habitantes segundo o censo de 2007.